# Mah Damba
Mah Damba (née Mah Sissoko en 1965) est une chanteuse malienne.

## Biographie
Mah Damba est elle-même une Djéli (griotte) et a été élevée dans la tradition des musiques de louanges et des grandes épopées mandingues. Très jeune elle chante dans les mariages, les baptêmes et autres cérémonies. Elle intègre ensuite l'ensemble de Kassemady Diabaté. Après une longue tournée en Côte d'Ivoire avec son mari Mamaye Kouyaté, elle s'installe en France au début des années 1980 où elle continue à assumer son rôle de griotte auprès de la communauté malienne. Parallèlement elle intègre le groupe Mandé Foly. Elle se lance ensuite dans une carrière solo et se produit sur scène, le plus souvent, dans une formule acoustique traditionnelle : balafon, kora, n'goni (le plus souvent joué par son mari Mamaye Kouyaté et/ou son neveu Makan Sissoko) qui met particulièrement en valeur sa voix puissante. Elle séduit rapidement le public européen et se produit dans de nombreux festivals.
En 2001, Corinne Maury et Olivier Zuchuat lui consacre un documentaire "Mah Damba, une griotte en exil".
Elle est la fille du griot malien Djéli Baba Sissoko (décédé en 2001) et la nièce de la chanteuse Fanta Damba. Elle est également la mère des chanteuses Sira Kouyaté et Fatoumata dite Voridio Tanti Kouyaté (choriste de Amadou et Mariam Bagayoko).

## Discographie
- 1997 : Nyarela - Trema
- 2000 : Djélimousso - Buda Music
- 2002 :  Katakalé  - Camara Production
- 2011 :  A L'ombre du grand baobab  - Buda Music
- 2019 :  Hakili Kélé - Buda Music

Nota:  Mah Damba figure également sur la compilation The Divas from Mali (World Network).